# روبرتو کالمون فلیکس
روبرتو کالمون فلیکس (به پرتغالی: Roberto Calmon Félix) مهاجم اهل برزیل است که در شهر Linhares و در تاریخ ۲۹ ژوئیهٔ ۱۹۷۸ به دنیا آمده‌است.
روبرتو کالمون فلیکس در تیم‌های فوتبال Portuguesa سابقهٔ حضور دارد.